# المسحورات
المسحورات (بالإنجليزية: Charmed)‏ هو مسلسل أمريكي طويل أنتجه آرون سبيلنغ عن ثلاث أخوات هن الساحرات الخيرات الأكثر قوة ويُعرفن في المجتمع الخارق للطبيعة بأنهن «المسحورات» أو «المرصودات»، تمتلك كل واحدة من الأخوات الثلاث قوة فريدة تكبر وتتطور عبر مسار حياتهن. ويعشن معاً في قصر عزبة مستخدمات قدراتهن الخارقة لقتال المشعوذين والكيانات الشيطانية والقوى الشريرة الأخرى التي قد توجد في سان فرانسيسكو. المسلسل هو الأخير في جيل من المسلسلات القائمة على ثيمة خارقة للطبيعة كمسلسلات: بافي قاتلة مصاصي الدماء وأنجل وروزويل وغيرها، ولوحظ عدة مرات مزجه بين مكونات متعددة من الرعب والخيال إلى الكوميديا).
استمر المسلسل رغم وقوعه في كثير من لحظات الاقتراب من الفشل، وأشهرها على الإطلاق خروج إحدى الممثلات الرئيسيات عند نهاية الموسم الثالث. لكنه أيضاً حقق أعلى معدلات مشاهدة (حتى حقق مسلسل سمولفيل نسبة 8٫40 مليون مشاهد) لشبكة وورنر بروذرز التلفزيونية بـ 7٫70 مليون مشاهد في سلسلته الأولى "شيء ما غريب آت في الطريق)، بحلول يناير 2006 صار المسحورات أطول المسلسلات ذات البطولة النسائية الكاملة عرضاً، وبعد العديد من تكهنات المعجبين أُعلن رسمياً أن الموسم الثامن هو الموسم النهائي وأن الحلقة الأخيرة ستُعرض في 21 مايو.

## البنية الأساسية
بدأ مسلسل المسحورات بثلاث شقيقات هن برو وبايبر وفيبي هاليويل اجتمعن بعد ستة أشهر من موت جدتهن. بعد انتقالهن إلى قصر العائلة القديم في سان فرانسيسكو، اكتشفت الصغرى – فيبي – كتاباً قديماً في العلية، كتاب الظلال، وبقراءة ترنيمة من الكتاب، أطلقت غير واعية قوى محبوسة تحقق نبوءة قديمة، بعدها أدت سلسلة غريبة من الأحداث المروعة المتعاقبة إلى إدراك الشقيقات الثلاث بأنهن ساحرات. اكتشفن أنهن لا يملكن فقط قدرات سحرية، بل إنهن يأتين من خط طويل من الساحرات القويات اللائي بدأن بميليندا وارن التي أحرقت في عهد حرق الساحرات بعد أن تنبأت بأنه في يوم ما ستولد المرصودات من سلالتها، سُتعطى الأخوات الثلاث قوة الخير، وسيكن قويات لمحاربة الشر. برودانس هاليويل الأخت الكبرى، طورت قدرة تحريك الأشياء، وفيما بعد قدرة الخروج من الجسد. والوسطى بايبر أعطيت في البداية قدرة تجميد الجزيئات، ومن ثم طورت قدرة التفجير وحرق الجزيئات، وهاتان القدرتان مرتبطتان بحركة الجزيئات. أما الصغرى فيبي فقد امتلكت قدرة التنبؤ في البداية ثم قوة التحويم في الجو، بالإضافة إلى تطور قدراتها الحدسية في السنوات الأخيرة.
بعد الموت المأساوي للشقيقة الكبرى برو، اكتشفت الشقيقتان المتبقيتان أن لهن أختاً غير شقيقة أصغر منهن، من أمهن باتي ومضيئها الأبيض سام. وبما أن مثل هذا الأمر كان ممنوعاً ولم يكن له مثيل في زمانهما فإنهما وهبا ابنتهما إلى راهبة لتجد لها أسرة ملائمة، وهكذا تبناها آل ماثيوز الذين سموها بايج. ولأن أباها هو مضيء أبيض فقد امتلكت قدرة الانتقال عن طريق التحول إلى كريات ضوء صغيرة، الأمر الذي أثر على قدراتها الموروثة من برو، فعوضاً عن نقلها الأشياء بتفكيرها كما كانت تفعل برو وجب على بايج أن تقول اسم الشيء الذي تريده ومن ثم سينتقل هذا الشيء إلى يديها عن طريق التحول إلى كريات ضوء صغيرة.
ثيمة رئيسية يتمحور حولها المسلسل وهي صراع الأخوات للموازنة بين حياتهن الطبيعية ومسئولياتهن الخارقة للطبيعة حاملات عبء قدرهن كساحرات، الأمر الذي فُرض عليهن بواسطة قوة مجهولة وأثر على حياتهن وصداقاتهن وأعمالهن وعلاقاتهن الغرامية.
 قليلون فقط هم من يعرفون سر الأخوات وأهمهم هو ليو وايات المضيء الأبيض الذي عينه الكبار لإرشاد الأخوات وحمايتهن، ويعني الكثير للأخوات على الصعيدين العملي والشخصي، فهو من يشفي جروحهن وينصحهن مجتمعات أو فرادى، كما يتوسط بينهن وبين الكبار المبهمين. وهو حب حياة بايبر وزوجها وأبو طفليها. الآخرون الذين احتفظوا بسر المسحورات طوال سنين تضمنوا آندي ترودو وداريل موريس رجلي الشرطة، ونصف الشيطان المُعذِب كول تيرنر – نصفه الشيطاني يسمى بيلثازور، ومسافر الزمن الغامض كريس هاليويل، والأحدث هما كريستي جينكينز وبيلي جينكينز.

## الشخصيات

### الرئيسية
- برودانس "برو" هاليويل – شانين دوهيرتي (الموسم الأول حتى الثالث)67 حلقة
- بايبر هاليويل – هولي ماري كومز 179 حلقة
- فيبي هاليويل – أليسا ميلانو 178 حلقة
- بايج ماثيوز – روز مكجوان (الموسم الرابع حتى الثامن) 112 حلقة

### المساندة
- ليو وايات – برين كروس (ظهر بشكل متكرر في الموسم الأول، ومن ثم استمر في بقية المواسم) 145 حلقة
- داريل موريس – دوريان غريغوري (الموسم الأول حتى السابع) 71 حلقة
- آندي ترودو – تيد كينغ (الموسم الأول) 22 حلقة
- دان غوردون – غريغ فوغان (الموسم الثاني) 18 حلقة
- جيني غوردون – كريس بايج بريانت (الموسم الثاني)
- كول تيرنر – جوليان مكماهون (الموسم الثالث حتى الخامس) 47 حلقة
- كريس هاليويل – درو فولر (الموسم السادس) 25 حلقة
- بيلي جينكينز – كالي كوكو (الموسم الثامن) 22 حلقة

### الظاهرة بشكل متكرر
- بينيلوبي «بيني» هاليويل – جينيفر رودس 14 حلقة
- باتريشيا «باتي» هاليويل – فينولا هوغز (المواسم من الأول حتى الخامس، ثم الموسمين السابع والثامن) 9 حلقات
- فيكتور بينيت – جيمس ريد (الموسم الثالث حتى الثامن) 13 حلقة
- سام وايلدر – سكوت جيك (المواسم الثاني والخامس والثامن) 3 حلقات
- وايات هاليويل الصغير - جاسون وكريستوفر سيمونز (الموسم الخامس حتى الثامن) 42 حلقة
- وايات هاليويل الكبير – ويس رامزي (الموسم السادس حتى الثامن)
- كريستوفر هاليويل الصغير (الموسم السادس حتى الثامن)
- إليس روثمان – ريبيكا بليدنغ 23 حلقة

### ترتيب الأسماء
في المواسم الأولى الثلاثة، كانت أسماء الممثلات في مقدمة العرض مرتبة بحسب أعمار شخصياتهن: شانين دوهيرتي، هولي ماري كومز، وأليسا ميلانو. الحلقات الخمس الأولى تظهر الترتيب على أنه: شانين دوهيرتي، هولي ماري كومز، تي. دبليو. كينغ، دوريان غريغوري، وأليسا ميلانو. ثم بدءاً من الحلقة السادسة، رتبت المسحورات حسب أعمار الشخصيات متبوعات بالمحققين آندي ترودو وداريل موريس. ابتداء من الموسم الرابع، أخذت الممثلتان القديمتان الموقعين الأول والأخير، واحتلت الجديدة الترتيب المتوسط: أليسا ميلانو، روز مكجوان، وهولي ماري كومز في دور «بايبر». من ثم يأتي بقية الممثلين الذين يتم التعاقد معهم لذلك الموسم. وإذا لم يظهر أحد الممثلين المساندين في حلقة فإن اسمه لا يكتب في مقدمة عرض الحلقة. براين كروس الذي أصبح عضواً أساسياً في فريق العمل، كان نظرياً في كل حلقة ابتداء من الموسم الثالث، وكان اسمه الرابع ابتداء من الموسم عينه، لكنه في الموسم الثامن تراجع لتحل محله كالي كوكو (بيلي).

## تغييرات العرض
في خلال مسيرته التي امتدت ثماني سنوات، كانت هناك العديد من التغيرات في المسلسل، متضمنة خروج أعضاء فريق العمل والتي كان لبعضها تأثير شديد على السلسلة بكاملها، بينما في بعض التغييرات الجديدة يشير المنتج المنفذ للعمل براد كيرن بوضوح إلى أنها ناجمة عن تخفيضات الميزانية. معظم التغييرات تحدث قبل أن يظهر الموسم للعرض العام معطية الفرصة للعديد من التكهنات والمناظرات بين معجبي المسلسل. وبعض التغييرات هي موضوعات متكررة للجدل في كل منتدى على الإنترنت للمسلسل حتى اليوم. وأكثرها ملاحظة معركتي كيرن – بيرج وميلانو – دوهيرتي.

### التغييرات الجوهرية
- الفريق الأصلي لمسلسل المسحورات تضمن الممثلة لوري روم في دور فيبي، وتركت العرض في بدايته لتحتل محلها أليسا ميلانو.
- اختير المسلسل ليعرض كموسم كامل بعد نجاح أول حلقتين منه، ووفقاً لما جاء في الفيلم الوثائقي (نساء المسحورات) المُنتج في 1999 فإن الحلقات الست الأولى كانت إنتاجات منفصلة متكاملة، ومنذ ذلك الحين تغير بعض أعضاء الطاقم، ومنهم كاتب السلسلة.
- بعض عناصر القصة الأساسية التي بنيت في هذه الحلقات تغيرت فيما بعد، ومن الأمثلة الملاحظة كتاب الظلال الذي قيل فيما بعد أنه غير قابل للمس بواسطة الشر. وزوج جدة المسحورات، وجدهن، الذي تغير اسمه وإطاره الزمني، بالإضافة إلى والد الشقيقات فيكتور جونز الذي أصبح فيكتور بينيت، وتغير اسمه وشخصيته، والممثل الذي يلعب دوره.

### التغييرات في بنية القصة
بين الموسمين الثاني والثالث، المؤلفة والمنتجة التنفيذية كونستانس إم. بيرج غادرت طاقم العرض تاركة منصبها للمنتج المنفذ براد كيرن، وتابعت إنتاج عروض أخرى، لكنها بقيت مستشارة المسحورات الإنشائية حتى الموسم الرابع. خروج بيرج تسبب في العديد من التغييرات في بنية القصة في المواسم اللاحقة، ابتداء من شرير الأسبوع، إلى استخدام ثلث أو نصف الموسم في قصة طويلة، وإعطاء مزيد من الأهمية لحياة الساحرات الشخصية. الحلقات المتصلة الممتدة على مدى النصف الثاني من الموسم الرابع جعلت شبكة ورنر بروذر تطلب من براد كيرن ترك نظام السلسة في المستقبل برغم الارتفاع في نسب المشاهدة، وهو ما قاد إلى سلسلة من الحلقات المنفصلة في الموسم الخامس، وبعدها توازن النظامان في الموسم السادس. خروج بيرج سبب جدلاً كبيراً بين معجبي المسلسل، وبينما كانت أسباب تركها للعمل غير معلنة فإن البعض يدعي بأن ذلك كان بسبب عدم موافقتها تقديم شخصية كول، أو بسبب الحلقات المتصلة، الأمر الذي يسبب جدلاً كبيراً بين المعجبين، هل براد كيرن هو المنتج الأفضل أم كونستانس إم بيرج.

### خروج شانين دوهيرتي

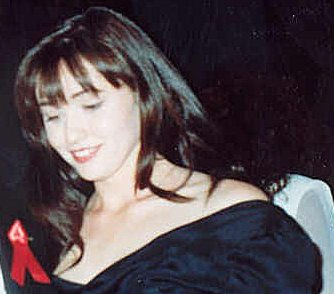
شانين دوهيرتي في دور برو

في نهاية الموسم الثالث تركت شانين دوهيرتي العرض الأمر الذي تسبب في موت شخصيتها وتقديم شخصية روز مكجوان بايج، وفي حين ملاك الموت أشار في الحلقة السادسة عشرة من الموسم الثالث إلى أن برو ستموت، فإن الحلقة الثانية والعشرين من نفس السلسلة بقيت معلقة، وقدم موت برو فقط في الحلقة الافتتاحية من الموسم الرابع بدون أي تفاصيل تبين كيفيته. تكهنات المعجبين متواصلة إلى هذا اليوم، ويشير البعض إلى مشاكل في موقع العرض مع دوهيرتي بشأن الظهور في العمل والتوترات مع المشاركين فيه. آخرون يضعون اللوم على أليسا ميلانو لأسباب من نوعية سؤالها المفترض للمنتج ليطرد دوهيرتي، وأدت هذه الشائعات إلى مناظرات قاسية وحرب مشتعلة حتى هذا اليوم حول ما إذا كان خروج دوهيرتي «خطأها» أو ميلانو أو شخص ما آخر.
خروج دوهيرتي هو التغيير الأكثر شهرة وتأثيراً في السلسلة، وبينما هناك جدل عنيف حول ما إذا كان المسلسل أفضل أو أسوأ بعد موت برو، فإن الغالبية توافق على أن ديناميكية الشخصيات وطريقة تصرفها قد تغيرت بعد الموسم الثالث، وأن محاور قصص الأخوات الفردية صارت أكثر توازناً.

### تغييرات جدول العرض
شهد المسلسل تغييرات عديدة في زمن عرضه، ابتداء من توقيت عرضه الأساسي ليلة الأربعاء، فإنه انتقل إلى ليلة الخميس في الموسم الثاني، ومن ثم في الموسم الرابع انتقل مجدداً إلى ليلة الأحد ليصبح جزءاً من الأحد الكبير لشبكة ورنر بروذر. لعب تغيير توقيت العرض دوراً كبيراً في نسب المشاهدة والتقييم التي حصل عليها المسلسل، ومنذ أن انتقل إلى ليلة الأحد، أصبحت حلقاته تتنافس بقوة مع عروض أخرى عالية التقدير، وحتى مع أحداث كاحتفال غولدن غلوب.

### التغييرات في كون المسحورات
في المواسم الثلاثة الأولى قدم عالم المسحورات السحري مفاهيم أصلية تتعلق بالصلات الروحية، أو آليات عمل السحر، وتضمن مخلوقات كالمضيئين البيض والمظلمين، وكذلك عدد من المخلوقات السحرية التي لم تشاهد من قبل في المسلسلات التلفزيونية مثل وينديغو وبانشي. بإيعاز من كونستانس بيرج ومحرر القصة روبرت ماسيلو. بشكل منتظم ابتداء من الموسم الرابع اعتمد مسلسل المسحورات بشكل أكبر على عناصر مستقاة من الميثولوجيا الكلاسيكية (الإغريقية والرومانية)، ومن مجموعة متنافرة من القصص الشعبية المتداولة في الثقافة المعاصرة.

### تخفيضات الميزانية
أدت تخفيضات الميزانية في المواسم الأخيرة إلى العديد من التغيرات الصغيرة، وبعض التغيرات الأساسية في العرض:
- تسببت تخفيضات الميزانية في تحويل أشكال العفاريت تدريجياً إلى أشكال بشرية بالكامل من الأزياء الغنية والماكياج المتقن الذي لوحظ في المواسم الأولى.
- واحد من تخفيضات الميزانية المؤثرة هو قرار إدارة وورنر بروذرز عدم تضمين برين كروس ودوريان غريغوري في الموسم الثامن، وكما قال براد كيرن في العديد من المقابلات فإنه اضطر إلى إعادة بناء الميزانية لتتضمن كروس في عشر حلقات لئلا تنتهي قصته فجأة، وتأكد أن كروس سيظهر في الحلقتين الأخيرتين من السلسلة.
- في العدد الثامن من مجلة المسحورات كشفت مقابلة مع براد كيرن أنه ومنتجي المسلسل المنفذين قد اضطروا إلى تحمل اقتطاعات من رواتبهم ليبقوا على مستوى العمل.
- يُعتقد أن الكثير من القدرات الخاصة في المسلسل، خصوصاً قدرة فيبي على الطيران قد قُللت لأغراض تتعلق بالميزانية، واستبدلت هذه القوة بقدرة الإحساس والتي لا تتطلب مؤثرات خاصة.

## النهاية: مسحورات للأبد
انتهت السلسلة في 21 مايو 2006، بدون أن تعود شانين دوهيرتي إلى الحلقة النهائية مع أنها تضمنت أجيال أسرة هالويل الماضية والحاضرة والمستقبلية.
 انتهت السلسلة بزواج فيبي، وبمشاهد تتابع خط سير المسحورات الذي سيستمر إلى الأبد، وبوعد بمزيد من أجيال الساحرات.

## جوائز المسلسل
| السنة | المهرجان                                  | الجائزة                                       | الحاصل عليها |
| 1999  | مهرجان أسكاب للأفلام والتلفزيون والموسيقى | أفضل مسلسل                                    | المسلسل      |
| 2003  | مهرجان الفنانين الأطفال                   | أفضل ممثل طفل ضيف شرف في مسلسل تلفزيوني درامي | أليكس بلاك   |
| 2005  | مهرجان العائلة التلفزيوني                 | أفضل أخت                                      | روز مكجوان   |
| ----- | ----------------------------------------- | --------------------------------------------- | ------------ |

## وصلات خارجية
- المسحورات على موقع IMDb (الإنجليزية)
- المسحورات على موقع ميتاكريتيك (الإنجليزية)
- المسحورات على موقع روتن توميتوز (الإنجليزية)
- المسحورات على موقع فيلمافينيتي (الإسبانية)
- المسحورات على موقع كينوبويسك (الروسية)
- المسحورات على موقع ألو سيني (الفرنسية)
- المسحورات على موقع قاعدة بيانات الفيلم (الإنجليزية)